# Mexborough
Mexborough è un paese di 14.620 abitanti della contea del South Yorkshire, in Inghilterra.
Ci nacque il pilota Mike Hawthorn.